# Die Eifelpraxis
Die Eifelpraxis é uma série médica alemã produzida pela UFA-Fiction para Das Erste em nome da ARD-Degeto desde 2016. Os episódios têm uma duração aproximada de 90 minutos e são transmitidos como parte da série "Endlich Freitag" no Das Erste.
Simon Schwarz interpreta o papel principal da série como o médico de família de Monschau, Dr. Chris Wegner. O papel principal feminino foi interpretado por Rebecca Immanuel até ao episódio 9 e por Jessica Ginkel desde o episódio 10, ambas enfermeiras solteiras.
Em Portugal, a série é exibida na RTP2.

## Receção

### Críticas
"O Eifelpraxis é um bom sítio para desligar. Mas o fator kitsch é um pouco irritante."
"As coisas que Vera não faz para ajudar - mesmo no teatro amador ela seria vaiada. Mesmo os pequenos namoros que surgem na vida quotidiana parecem ter sido lançados sem interesse. É melhor o público fechar os olhos nestas alturas".
- IKZ-Online
"Jessica Ginkel dá uma lufada de ar fresco em Monschau: No décimo episódio de Eifelpraxis, torna-se a assistente de aprovisionamento do Dr. Wegner e substitui a anterior atriz principal Rebecca Immanuel."
"É um desafio especial. Jessica Ginkel está bem ciente disso: Rebecca Immanuel é uma grande mulher e atriz, interpretou Vera Mundt de forma maravilhosa. No entanto, cada mudança, na melhor das hipóteses, leva a uma nova explosão de energia. A mudança foi bem recebida pelo público: 3,59 milhões de pessoas viram Die Eifelpraxis: Familiengeheimnisse quando foi transmitido pela primeira vez em setembro de 2021."
- Prisma.de

### Lançamento em DVD
Em 23 de setembro de 2022, a série completa foi lançada em DVD pela PIDAX Film.